# گرازان سفلی
گرازان سفلی، روستایی از توابع بخش مرکزی شهرستان گیلانغرب در استان کرمانشاه ایران است.مردم این روستا از طایفه کهن گیلانی کلهر هستند.همچنین چند خانوار از طایفه زینلخانی کلهر که عموزادگان طایفه گیلانی هستند(از هفت برادر کلهر) نیز در این روستا سکونت دارند.

## جمعیت
این روستا در دهستان حومه قرار دارد و براساس سرشماری مرکز آمار ایران در سال ۱۳۸۵، جمعیت آن ۱۸۹ نفر (۳۵خانوار) بوده‌است.